# Calostomataceae
Calostomataceae E. Fisch. – rodzina grzybów znajdująca się w rzędzie borowikowców (Boletales). Jest to takson monotypowy, zawierający tylko jeden rodzaj Calostoma Desv. 1809.

## Systematyka
Pozycja w klasyfikacji według Index FungorumCalostomataceae, Boletales, Agaricomycetidae, Agaricomycetes, Agaricomycotina, Basidiomycota, Fungi.
Niektóre gatunki
- Calostoma aeruginosum Massee 1891
- Calostoma berkeleyi Massee 1888
- Calostoma brookei L. Fan & B. Liu 1995
- Calostoma cinnabarinum Desv. 1809
- Calostoma fuhreri Crichton & J.H. Willis 1986
- Calostoma fuscum (Berk.) Massee 1888
- Calostoma guangxiensis Li Fan & Liu Bo 1993
- Calostoma rodwayi Lloyd. 1925

Na podstawie Index Fungorum.